# 伊藤秀男
伊藤 秀男（いとう ひでお、1950年 - ）は、日本のイラストレーター、画家、児童文学作家。愛知県出身。名古屋造形芸術短期大学卒業。

## 略歴
愛知県津島市生まれ、名古屋市立工芸高校 デザイン科卒業、名古屋造形芸術短期大学 洋画科卒業。
1976年の初個展以来、全国各地で個展を開いている。ガラス絵や凧絵も描き、子供達に絵を教えていたこともある。挿絵として林真理子 作『素晴らしき家族旅行』、『幸福御礼』などの作品もある。
1982年に中川正文 作『じぞうぼん』のイラストで絵本作家デビュー、イラスト専門ではなく児童文学作家として絵本の著作もある。
1999年にはBIB（ブラティスラヴァ世界絵本原画展、スロバキア）に『北越雪譜より くまにたすけられた男』を出展、日本の絵本原画展（ボローニャ）、現代日本絵本原画中国展（上海・北京）などにも出展している。
主な作品として、『うしお』作・絵、『けんかのきもち』絵、『タケノコごはん』絵、『なぜ、おふろにしょうぶをいれるの？』絵、などがある。

## 受賞歴
- 1992年　第41回 小学館絵画賞（小学館児童出版文化賞） - 『海の夏』
- 1992年　講談社「年鑑日本のイラストレーション」新人賞 - 『海の夏』
- 2001年　第40回 高橋五山賞 絵画賞 - 『なぜ、おふろにしょうぶをいれるの？』
- 2002年　第7回 日本絵本賞 大賞 - 『けんかのきもち』作：柴田愛子[5]
- 2002年　第12回 けんぶち絵本の里大賞 びばからす賞 - 『けんかのきもち』
- 2010年　IBBY（国際児童図書評議会）オナーリスト イラストレーション作品の部門 - 『うしお』[6]
- 2011年　第2回 JBBY（日本国際児童図書評議会）賞 イラストレーション作品の部門 - 『うしお』[7]
- 2016年　第21回 日本絵本賞 - 『タケノコごはん』作：大島渚[8]